# Малци 2: Груов почетак
Малци 2: Груов почетак (енгл. Minions: The Rise of Gru) амерички је рачунарско-анимирани хумористички филм из 2022. године. Производи га Illumination, а дистрибуира Universal Pictures. Наставак је филма Малци (2015) и пети део франшизе Грозан ја. Режију потписује Кајл Балда, а сценарио Метју Фогел. Гласове позајмљују: Стив Карел, Пјер Кофен, Тараџи П. Хенсон, Мишел Јео, Расел Бренд, Џули Ендруз и Алан Аркин.
Након што је две године одлаган због пандемије ковида 19, премијерно је приказан 13. јуна 2022. у Ансију, а 1. јула у САД, односно 30. јуна у Србији. Критичари су похвалили музику и забаву за децу. Док су критике углавном биле усмерене на радњу филма, сматра се побољшањем у односу на претходника. Зарадио је 940 милиона долара широм света, што га чини петим филмом са највећом зарадом 2022.

## Радња
У јеку седамдесетих година прошлог века, усред помаме за бујним распуштеним косама и звонцарама, Гру (Стив Карел) одраста у предграђу. Велики фан групе суперзликоваца, Гру смишља план како да постане довољно зао да може да им се придружи. Срећом, у томе има велику помоћ својих верних поданика, Малаца. Заједно, Кевин, Стјуарт, Боб и Ото, нови Малац који носи протезу и има очајничку потребу да угађа, развијају вештине док заједно са Груом граде своје прво склониште, експериментишу својим првим оружјем и крећу у своју прву мисију.
Када је група зликоваца свргла свог вођу, легендарног борца Вилија Кобру (Алан Аркин), Гру добија прилику да постане њихов члан. Интервју не пролази добро, а постаће још горе када их Гру надмудри и тиме постане њихов смртни непријатељ. Док је у бекству, Гру ће се обратити за помоћ најнеочекиванијој особи, Вилију Кобри и откриће да је чак и лошим момцима потребна помоћ пријатеља.

## Улоге
| Улога       | Енглески глас    | Српски глас                                                           |
| ----------- | ---------------- | --------------------------------------------------------------------- |
| Гру         | Стив Карел       | Марко Марковић                                                        |
| Малци       | Пјер Кофен       | Пјер Кофен (оригинални глас) Немања Живковић (речи на српском језику) |
| Диско Дива  | Тараџи П. Хенсон | Ђурђина Радић                                                         |
| Мајстор Чоу | Мишел Јео        | Сандра Бугарски                                                       |
| Бајкер Ото  |                  | Пјер Кофен (оригинални глас) Немања Живковић (речи на српском језику) |
| Жан-Клештац | Жан-Клод ван Дам | Немања Живковић                                                       |
| Нунчака     | Луси Лолес       | Милена Моравчевић                                                     |
| Шубенатор   | Долф Лундгрен    | Бојан Хлишћ                                                           |
| Јака шака   | Дани Трехо       | Данијел Корша                                                         |
| Др Нефарио  | Расел Бренд      | Лако Николић                                                          |
| Марлена Гру | Џули Ендруз      | Душица Новаковић                                                      |
| Вили Кобра  | Алан Аркин       | Љубиша Динчић                                                         |